# Johann Christian Reil

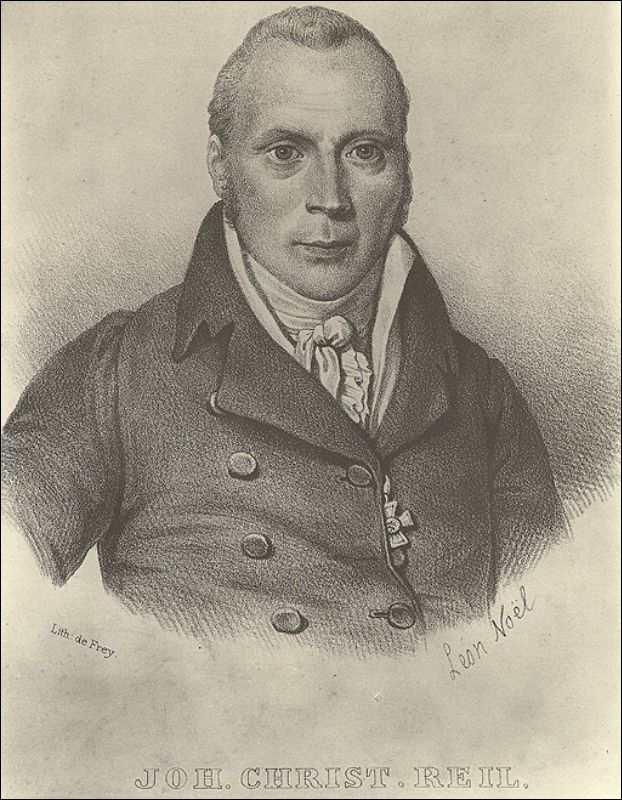

Johann Christian Reil (Rhaude, 20 februari 1759 – Halle, 22 november 1813) was een Duits arts, fysioloog, anatoom en psychiater. Reil introduceerde de term psychiatrie in 1808. Enkele belangrijke anatomische beschrijvingen die hij deed waren de Insula (ook wel het eiland van Reil genoemd) en de fasciculus arcuatus.

## Biografie
Van 1788 tot 1810 werkte Reil in een hospitaal in Halle. In 1795 startte hij het eerste wetenschappelijke psychologische tijdschrift in het Duits: Archiv für die Physiologie. In 1810 werd hij op voordracht van Wilhelm von Humboldt in Berlijn benoemd tot de eerste hoogleraar psychiatrie. Naast psychiater was Reil onder andere de lijfarts van Johann Wolfgang von Goethe. Reil overleed in 1813 aan buiktyfus, die hij opliep bij het verzorgen van de gewonden in de Slag bij Leipzig, een van de zwaarste confrontaties van de napoleontische oorlogen.